# Josef Bunzl
Josef Bunzl (* 27. Juli 1887 in Prag, Österreich-Ungarn; † 3. Januar 1937 in Prag, Tschechoslowakei) war ein tschechisch-deutscher Schauspieler bei Bühne und Film.

## Leben und Wirken
Josef Bunzl ist seit der Zeit des Ersten Weltkriegs in Deutschland nachweisbar. Nach einer kaum Spuren hinterlassenen Stippvisite in Berlin ist er 1915 an Münchens Kammerspielen aufgetreten, und 1916 stand er mit einer kleinen Rolle im sechsteiligen Homunculus-Film erstmals vor der Kamera. Ein Jahr später, im Alter von 30 Jahren, nahm Bunzl sein erstes Festengagement am Theater von Oldenburg an. Nach einer Spielzeit am Stadttheater von Bielefeld traf der gebürtige Prager 1919 erneut in Berlin ein und schloss sich dem Ensemble der Volksbühne unter der Leitung von Friedrich Kayßler an. Hier wirkte er die kommenden Jahre an der Seite angesehener Kollegen wie Jürgen Fehling, Heinz Hilpert, Rudolf Lettinger und Ernst Stahl-Nachbaur. Nach einem Abstecher nach Frankfurt am Main gehörte er von 1926 bis 1928 Berlins Thalia-Theater an, zwischendurch auch dem Deutschen Künstlertheater. Während seiner Zeit am Theater am Schiffbauerdamm trat Josef Bunzl mit dem kleinen Part des "Sägerobert" am 31. August 1928 auch in der Uraufführung von Kurt Weills / Bertolt Brechts Die Dreigroschenoper unter der Regie von Erich Engel auf. Seine Folgeverpflichtung führte ihn in der Spielzeit 1929/30 an die Barnowsky-Bühnen. Zu dieser Zeit wurde er auch als Sprecher in Hörspielen wie SOS … rao rao … Foyn eingesetzt. Ehe die Nationalsozialisten 1933 die Macht übernahmen, fand Josef Bunzl zuletzt Arbeit beim Rundfunksender Königswusterhausen. 
Der Film besaß, trotz Bunzls frühem Einstieg, erst später ein wenig Bedeutung in seinem künstlerischen Wirken. Seit Mitte der 1920er Jahre sah man ihn bis in die Endphase der Weimarer Republik mit kleinen Rollen in bisweilen ambitionierten Unterhaltungsproduktionen wie etwa Kurt Bernhardts „Jane Eyre“-Adaption Die Waise von Lowood und Hans Kysers aufwendigem Luther-Film. 1933 wurde der Jude Bunzl von jedem künstlerischen Wirken im nationalsozialistischen Deutschland ausgeschlossen und verlor überdies die zwischenzeitlich erworbene deutsche Staatsbürgerschaft. In die Tschechoslowakei abgeschoben, kehrte Bunzl nach Prag zurück, wo er sowohl am Theater als auch beim Film seine Arbeit fortsetzte. In der Hauptstadt trat er dem Ensemble des deutschsprachigen Neuen Deutschen Theaters bei und fand zwischen 1933 und 1936 kleine Rollen in Klassiker-Inszenierungen wie Friedrich Schillers “Wilhelm Tell” (als Fischer), William Shakespeares “Julius Cäsar” (eine Doppelrolle als Diener Pindarius und als Wahrsager), Franz Werfels “Maximilian und Juarez” (Doppelrolle als Don Siliceo und als Stadtverordneter von Chihuahua), Shakespeares “Ein Sommernachtsraum” (als Philostrat) und in Schillers “Wallenstein” (als Offizier). Noch keine 50 Jahre alt, starb Josef Bunzl unter ungeklärten Umständen in seiner Heimatstadt Prag.

## Filmografie
- 1916: Homunculus
- 1916: Der Fluch der Sonne
- 1926: Die Waise von Lowood
- 1927: Luther
- 1930: Ein Burschenlied aus Heidelberg
- 1931: Leichtsinnige Jugend
- 1932: Holzapfel weiß alles
- 1932: An heiligen Wassern
- 1933: Zivot je pes
- 1933: Das Glück von Grinzing
- 1933: Zlatá Katerina
- 1934: Dokud mas maminku
- 1935: Pariserin (Studentská máma)
- 1935: Und das Leben geht weiter (A zivot jde dál)